# Букин, Вячеслав Иванович
Вячеслав Иванович Букин (10 октября 1946, Москва — 9 августа 2014, Болгария) — учёный-химик, педагог, декан факультета Химии и технологии редких элементов и материалов электронной техники МИТХТ имени М. В. Ломоносова (с 2005 г. по 2014 г.), лауреат премии имени Л. А. Чугаева (1997), награждён нагрудным знаком «Почетный работник высшего профессионального образования Российской Федерации» (2006).

## Биография
В 1971 году — закончил МИТХТ имени М. В. Ломоносова, специальность «Химическая технология редких, рассеянных и радиоактивных элементов».
В 1977 году — защитил кандидатскую диссертацию.
В 1990 году — защитил докторскую диссертацию.
В 1995 году — присвоено учёное звание профессора.
Член-корреспондент РАЕН с 2004 г.
В МИТХТ читал курсы лекций:
- Химия и технология малых металлов
- Химия и технология рассеянных элементов

## Научная деятельность
Исследовал соединения на основе алкилфенолов (АФ), содержащие атомы O, N, S, как новый класс экстракционных реагентов и изучил химию экстракции ими Be, Zn, Cd, Sc, Ga, In, V, Mn, Nb, Ta из кислых, нейтральных и щелочных растворов, а также Ag, Cu, Ni, Co, Zn, Cd из аммиачных растворов. Предложил метод оценки механизма экстракции, основанный на сопоставлении ионных форм элемента в растворе и его экстрагируемости. Применил теорию Дебая-Хюккеля и теорию специфических межионных взаимодействий для моделирования состояния катионов металлов в растворах. Установил факт образования мицелл при экстракции щелочных металлов АФ и олигомерами на их основе из щелочных сред и показал, что в таких системах наряду с катионообменным имеет место мицеллярный механизм экстракции. Разработал экстракционный метод синтеза новых модификаторов резин, клеев и полимеров. Предложил технологические схемы извлечения, концентрирования и очистки Li, Ga, Sc, V, Nb, Ta, Cu, Ag, Ni, Co, Zn, Cd, In, Tl из различных продуктов и растворов, в том числе извлечение галлия из щелочных оборотных растворов производства глинозема по способу Байера. Разработал технологии переработки отходов арсенида и фосфида галлия, извлечения ванадия из зол тепловых электростанций (ТЭС) от сжигания мазута.
Реэкстракция палладия из органической фазы внедрена на Приокском заводе цветных металлов. Технология переработки отходов арсенида и фосфида галлия внедрена на Новосибирском оловозаводе. Технология экстракционной регенерации медно-аммиачных травильных растворов производства печатных плат переданы в ООО «Остек-Сервис-Технология» для внедрения. В последние годы являлся одним из руководителей Экстракционной группы Кафедры химии и технологии редких и рассеянных элементов МИТХТ, смотрителем Минералогического музея.
Под его руководством защищено 10 кандидатских диссертаций.

### Область научных интересов
Химия и технология редких и рассеянных элементов, экстракция редких, рассеянных, благородных и цветных металлов, переработка вторичного сырья и отходов производства, содержащих редкие, рассеянные, благородные и цветные металлы, экстракционный синтез соединений металлов с фенолформальдегидными олигомерами. Занимался также электрохимическими методами извлечения ценных элементов из сложного сырья.

## Научные труды
Основные работы в области экстракции, химической технологии и смежных областях:
Автор более 210 работ, в том числе, 2 учебника, 4 монографии, 4 учебных пособия, 4 научных обзора-брошюры, 64 статьи в центральных журналах, получено более 40 авторских свидетельств и патентов, 94 доклада на международных и Российских конференциях.

### Книги
- А. М. Резник, Е. И. Пономарева, Ю. Н. Силаев, З. С. Абишева, В. И. Букин. Процессы экстракции и сорбции в химической технологии галлия. Алма-Ата: Наука, 1985. 184 с.
- В. И. Букин, М. С. Игумнов, В. В. Сафонов, Вл. В. Сафонов. Переработка производственных отходов и вторичных сырьевых ресурсов, содержащих редкие, благородные и цветные металлы. М.: ООО "Издательский дом «Деловая столица», 2002. 224 с.

### Избранные статьи
- В. И. Букин, А. М. Резник, С. А. Семенов. Новые экстракционные методы в технологии редких элементов. // В: Монография «Фундаментальные проблемы Российской металлургии на пороге XXI века». Т. 3. Металлургия редких и рассеянных элементов / Под ред. Д. В. Дробота. М.: РАЕН. 1999. С. 116—154.
- В. И. Букин, Е. И. Лысакова, А. М. Резник, М. В. Цыганкова. Химическая технология ванадия. М.: Изд-во МИТХТ, 2012. 87 с.
- Букин В. И., Резник А. М., Семенов С. А., Лысакова Е. И., Смирнова А. Г. Использование экстрагентов фенольного типа в технологии галлия и скандия. // Вестник МИТХТ. 2006. Т. 1. № 6. С. 16-25.
- Ухов С. А., Букин В. И., Смирнова А. Г. Экстракционное извлечение индия из сульфатных растворов смесями олигомерного алкилфенола и октановой кислоты. // Известия вузов. Сер. Цветная металлургия. 2006. № 3. С. 33-40.
- Цыганкова М. В., Букин В. И., Лысакова Е. И., Смирнова А. Г., Резник А. М. Извлечение ванадия из золы, получаемой при сжигании на тепловых электростанциях. // Известия вузов. Сер. Цветная металлургия. 2011. № 1. С. 21-26.
- Ершова Я. Ю., Лысакова Е. И., Букин В. И., Цыганкова М. В., Резник А. М. Экстракция алюминия азотсодержащими экстрагентами фенольного типа // Тонкие химические технологии. 2015. Т. 10. № 1. С. 72-75.
- Bukin V. I., Reznik A. M., Semenov S. A., Yurchenko L. D. Solvent Extraction of Metals by Oligomeric Extracting Agents // ISEC’86: Int. Solvent Extr. Conf., Munchen, 11-16 September, Preprints, Vol. 1. P. 621—629.
- Bukin V. I., Trubnikov S. V., Reznik A. M. Extraction from Ammoniacal Solutions of Zinc and Cadmium with Oligomeric Reagents // ISEC’88: Int. Solvent Extr. Conf., Moscow. 18-24 July, Conf. Paper, Vol. 3. P. 231—233.
- Semenov S. A., Bukin V. I., Valkina E. M., Reznik A. M., Slyusar I. V. Pseudocalixarenes and its application for solvent extraction of metal ions // Value Adding through Solvent Extract: Proceedings of the International Solvent Extraction Conference — ISEC‘96, 19-23 March, Shallcross D.C., Paimin R., Prvcic L.M. (Eds.), Univ. Melbourne. Melbourne, 1996. Vol. 1. P. 401—406.

### Авторские свидетельства на изобретения и патенты
- Жуковский П. В., Букин В. И., Резник А. М., Новиков Н. А., Елютин А. В., Бадальянц Х. А., Костин И. М., Затуловский И. А., Исаков Е. А., Кузьмин Н. А., Куценко В. С., Макаров С. Н., Симанова А. И. Способ извлечения галлия из поташных маточных растворов глиноземного производства. Авт. свид. СССР № 1347352, заявл. 17.09.85, зарег. 22.06.87.
- Букин В. И., Яковлев А. Б., Резник А. М., Костюченко В. М., Потапов Е. Э., Шварц А. Г., Панов Е. П. Способ получения кобальтсодержащего модификатора резиновых смесей. Авт. свид. СССР № 1354686, С 07 °F 15/06, С 08 К 5/00, заявл. 22.11.85, зарег. 22.07.87.
- Букин В. И., Игумнов М. С., Резник А. М., Бельский А. А., Дугельный А. П., Дьяков В. Е., Андреев Ю. И. Способ переработки отходов полупроводниковых соединений галлия. Патент РФ № 2201456 (Заявка № 97121372 от 11.12.1997 г.).
- Букин В. И., Хатин Г. Д., Ситдикова Ю. С., Резник А. М. Способ выделения галлия из щелочно-алюминатных растворов. Патент РФ № 2240374 заявл. 16.05.03., опубл. 20.11.2004 б/и № 32.
- Ухов С. А., Букин В. И., Смирнова А. Г. Экстрагент для извлечения индия. Патент РФ № 2275438 С1. МПК С22B 58/00, C22B 3/32. (Заявка № 2004134953/02 от 01.12.2004 г.). Опубл.: 27.04.2006, Бюл № 12.
- Цыганкова М. В., Букин В. И., Резник А. М., Смирнова А. Г., Лысакова Е. И. Способ извлечения ванадия. Патент РФ № 2358029, МПК С22В 34/22, С22В 3/26, заявл. 07.04.2008, опубл. 10.06.2009, Бюл. № 16.
- Букин В. И., Андреев В. П., Соболев П. С., Шестаков Д. С. Способ извлечения палладия из водных растворов солей металлов. Патент РФ № 2574266, МПК C22B 3/26, C01G 55/00, B01D 11/04. 2016.

## Награды
- Премия имени Л. А. Чугаева (за 1997 год, совместно с Д. В. Дроботом, А. М. Резником) — за цикл работ «Координационная химия редких элементов с органическими лигандами».
- Нагрудный знак «Почётный работник высшего профессионального образования Российской Федерации» (2006 г.).